# ブローイング・アウェイ
「ブローイング・アウェイ」（"Blowing Away"、しばし"Blowin' Away"とも）はローラ・ニーロが作詞作曲し、フィフス・ディメンションが演奏した楽曲。1970年にアメリカのアダルト・コンテンポラリー・チャートで7位を記録し、ビルボード・ホット100で21位に、カナダで24位、オーストラリアでも55位に達した。この曲は彼らの1969年のアルバム『輝く星座』に収められている。
プロデュースはボーンズ・ハウが担当し、編曲はビル・ホルマン、ボブ・アルシヴァーおよびハウが担当した。

## 概要
「ブローイング・アウェイ」のオリジナルはローラ・ニーロの1967年のアルバム『モア・ザン・ナ・ニュー・ディスカバリー』に収録されている。